# Rillo de Gallo
Rillo de Gallo là một đô thị trong tỉnh Guadalajara, Castile-La Mancha, Tây Ban Nha. Theo điều tra dân số 2004 (INE), đô thị này có dân số là 74 người.

## links
- (tiếng Anh) Rillo de Gallo
- (tiếng Tây Ban Nha) Rillo de Gallo